# 羅賓 (歌手)
羅賓（Robin，1955年11月7日—2017年4月5日），本名廖瑞和（Leow Suie Hoo），馬來西亞男歌手，並於20世紀末紅遍馬來西亞華人圈。

## 生平
早年擔任公務員繪測師一職。日後被歌手藍瑛推薦，與「銀河機構」簽約，翻唱《你儂我儂》而聞名，同時被公司塑造成「黑馬王子」形象作為宣傳。1990年代，先後參與南方群星、八大巨星專輯錄製。日後開創個人工作室Robin Production House。
2017年，羅賓在印尼舉辦演唱會後，隨著妻子前往中國廣州旅遊，原定4月7日返回馬來西亞，並在年末計劃舉辦40週年演唱會。然而羅賓於4月5日因心肌梗塞急逝，享虛歲62，並於11日公佈死訊，遺體在廣州火化後運回大馬舉辦喪事。

## 軼事
羅賓即使身在娛樂圈，性格亦低調，其家屬以圈外人為由而不介入媒體圈，本名和其家屬在羅賓死後才被新聞媒體公開。
羅賓一生從未向任何人製作專輯，僅例外為愛FMDJ梁金龍製作一張賀歲專輯。